# 坎德拉里亞 (內華達州)
坎德拉里亞（英語：Candelaria）是位於美國內華達州米納勒爾縣的鬼鎮。

## 歷史
坎德拉里亞的郵局於1876年設立，其後於1939年停運。

## 地理
坎德拉里亞所處的海拔為高於海平面1742米（即5715英呎），而該地所採用的時區為UTC-8，即太平洋时区（PST）。同時該地設有夏令時間，為UTC-8調快一小時，即UTC-7（PDT）。